# Синий камень
Си́ний ка́мень (Синь-ка́мень) — священный камень близ Плещеева озера, Переславля-Залесского, Александровой горы и древнего городища Клещин. Это один из немногих подлинных ритуальных объектов, сохранившихся со времён языческой Руси. Находится на территории национального парка «Плещеево озеро».

## Материал
Название камня связывают с тем, что после дождя цвет камня меняется от серого к синему (такой цвет принимает его мокрая поверхность). Камень состоит из мелкозернистого кварцевого биотитового сланца. Синий цвет образуется от преломления и отражения света поверхностью чешуек биотита и зёрен кварца.
Камень испещрён мелкими бугорками. Согласно последним исследованиям, вес камня — около 12 тонн.

## Языческие времена
Синий камень был объектом поклонения мерян, а затем и древних славян-язычников, пришедших к озеру в ІХ—XI веках из новгородских и приднепровских земель. Суть и характер культовых отправлений, проводившихся у камня в дохристианские времена, современной науке неясны.
Сейчас камень находится на берегу Плещеева озера, однако прежде он лежал возле Борисоглебского Надозёрного монастыря, между старой и новой водокачками. Житие Иринарха Ростовского чётко указывает, что камень находился в овраге. (По укоренившемуся в туристических справочниках представлению, прежнее место камня — вершина Александровой горы, что неверно).

## Судьба Синего камня в христианское время

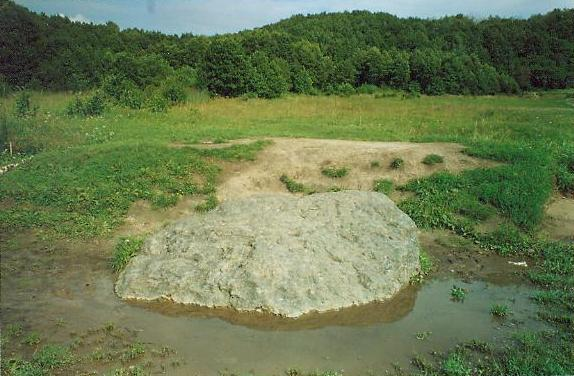
Камень сейчас находится у берега Плещеева озера

Несмотря на наличие рядом Борисоглебского Надозёрного монастыря, переславцы нередко собирались у камня и устраивали буйное веселье, пляски и костры. Некоторое время монахи и священники ограничивались увещеваниями, пугая местных жителей тем, что в идоле живёт нечистая сила. Однако внимание к языческой святыне не ослабевало.
Всё изменилось в начале XVII века. В житии святого Иринарха Ростовского говорится о том, что преподобный посоветовал своему другу дьякону Онуфрию зарыть камень. Тот и зарыл «идола», отчего потом сильно болел. По другому варианту, наоборот, дьякон зарыл камень и за это выздоровел от лихорадки.
В земле камень пролежал некоторое время, а потом снова очутился снаружи. Водяная эрозия размыла склон, а замерзающий грунт понемногу выталкивал камень из земли.
В 1788 году его хотели использовать под фундамент строившейся Духовской церкви (она находилась на берегу Мурмажа, притока речки Трубеж, которая впадает в Плещеево озеро южнее Борисоглебского монастыря). Синий камень водрузили на большие сани и повезли по льду Плещеева озера. Но лёд не выдержал огромной тяжести, треснул, и камень утонул на глубине 2 аршин (1,4 метра). (Бердников ошибочно пишет про 2 сажени, то есть 4,3 метра.)
Через 70 лет Синий камень снова вынесло на берег озера, причём севернее его прежнего местонахождения. Дискуссия о причинах этого явления шла в газете «Владимирские губернские ведомости» и завершилась выводом о том, что камень выдавили весенние торосы, ураганный ветер и движение льдов.
Сегодня Синий камень по неясным геологическим причинам уходит в землю. Сорок лет назад он выдавался на поверхность чуть ли не в рост человека, а теперь его высота менее чем до колена.

## Синий камень в наши дни

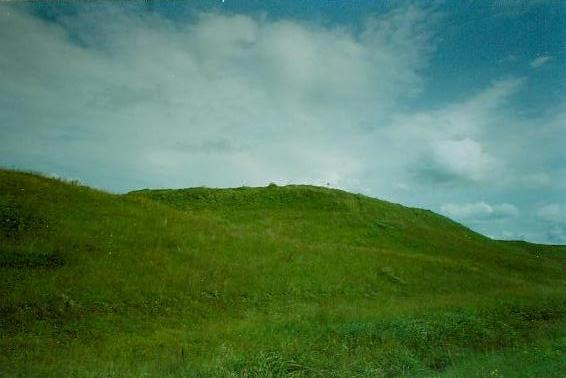
Александрова гора, которую часто неверно считают прежним местоположением камня

В XIX веке нашумевшая история с Синим камнем порождает легенду. В народном сознании камень оказался связанным со стоящей неподалёку от его нынешнего местонахождения Александровой горой, на которой некогда проводились игрища с куклой Ярилы. Согласно легенде, камень якобы был сброшен с горы по личному указу царя Василия Шуйского. Этот сюжет, по всей видимости, — плод народной фантазии, поскольку не находит подтверждения в исторических документах. Несмотря на это, недостоверное предание об Александровой горе и Василии Шуйском постоянно тиражируется различными туристическими справочниками
Синий камень очень популярен и у нынешних неоязычников (родноверов). Они приносят камню дары, устраивают рядом с ним обряды во время различных языческих праздников, в том числе и во время Купальского праздника.
В настоящее время территория вокруг Синего камня огорожена и благоустроена. От автомобильной дороги к камню и дальше к берегу озера ведёт деревянный настил.

## Культ синих камней
Вера в священные камни присутствует в религиозных воззрениях разных народов. Они до сих пор почитаются в традиционных культурах (например, на Алтае).
Синий камень на Плещеевом озере — одно из свидетельств существования подобных верований у восточных славян и ранее обитавшего здесь финского племени меря.
На Переславщине было много таких камней: Лось-камень и Петух-камень на реке Нерли Волжской, легендарная каменная баба на Берендеевском болоте.
Наконец, ещё один синий камень, найденный Иваном Борисовичем Пуришевым при земляных работах, был размещён на Красной площади Переславского кремля возле Спасо-Преображенского собора. По состоянию на 2020 год этот камень лежит уже не на Красной площади, а в Музее ботика Петра.
О широком распространении культа «синих камней» свидетельствуют также и исследования финского этнографа Арья Альквист, зафиксировавшие в 1995 году в Переславском районе шесть «синих камней», помимо камня у оз. Плещеево:
- Синий камень в низине у деревни Скоморохово
- Синий камень — лес, болото близ поселка Релинский
- Синий камень — в 3-х километрах от деревни Деревково
- Синий камень — возле деревни Городище (рядом с селом Глебовское)
- Синий камень у дороги близ села Романово
- Синий камень на небольшом бугорке на опушке леса Строга за рекой Кубрь

Альквист предположила, что название «синий» у культовых камней мерян связано с именем Укко, верховного божества грозы финно-карельской мифологии, имевшем прозвище «Синяя накидка» (Sinivitta), который в мифах часто представал в одежде синего цвета.
Почитание углублений в виде «следов» и «чаш», часто встречающихся на синих камнях, связано с древним культом зооморфных и антропоморфных предков. Например, по мнению В. А. Бурова, эти углубления олицетворяют вход в пещеру «матери-горы», а сам валун выступает как вместилище душ — членов определённого рода. Такая трактовка была предложена по аналогии между поверьями о культовых камнях в меряно-русских верованиях и представлениями других финно-угорских народов (в частности, манси) о «стране мертвых», путь в которую лежит через отверстие в скале с водой.

## Галерея

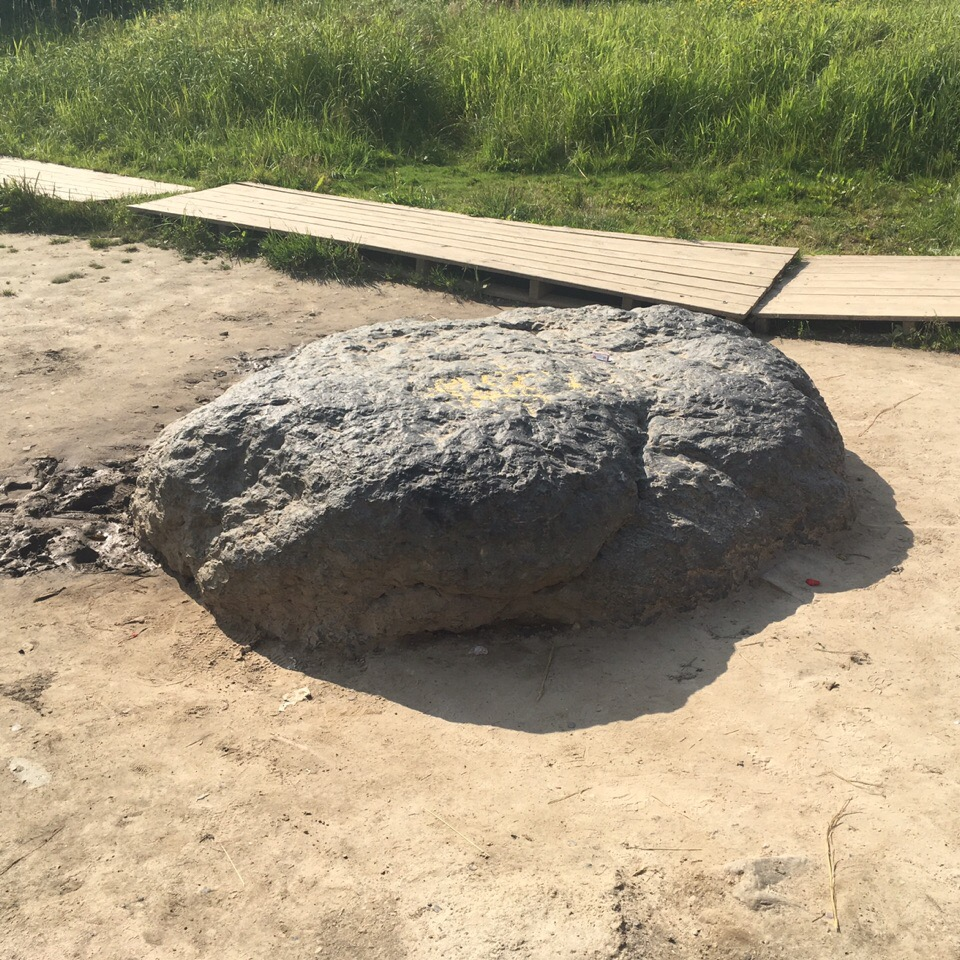
Синий камень в 2019 году
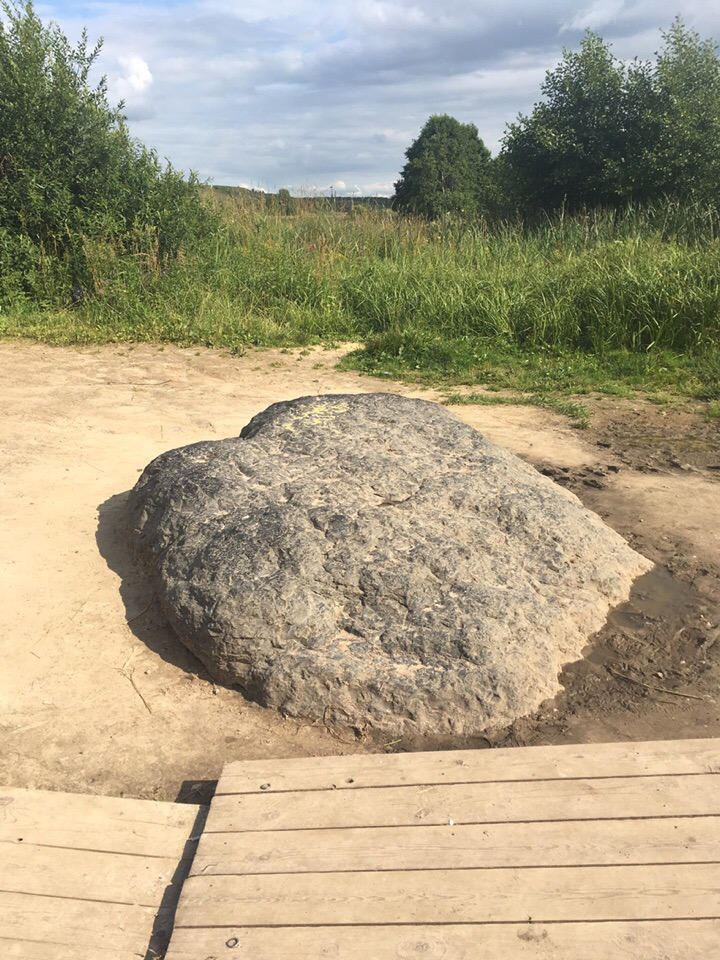
Синий камень в 2019 году
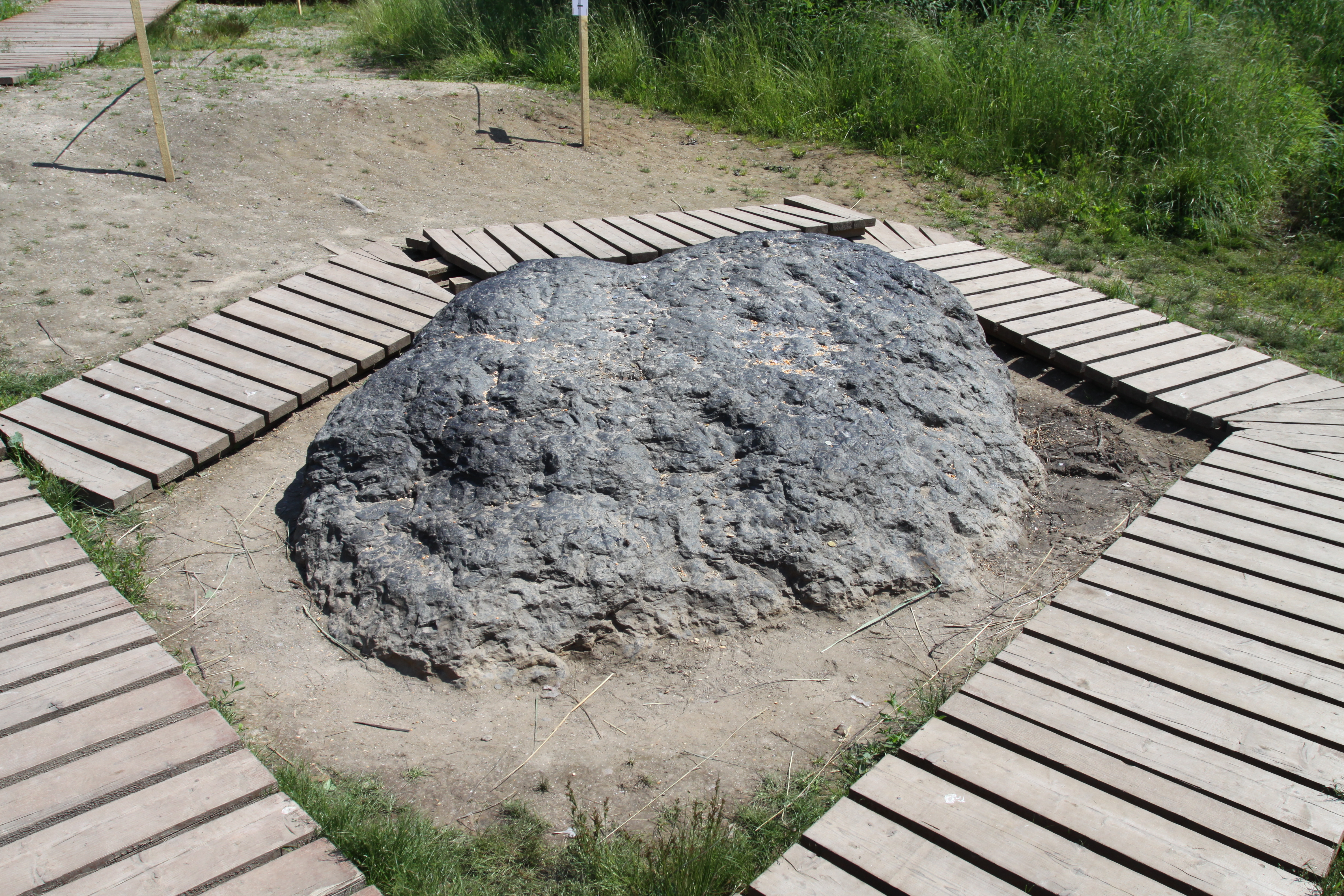
Синий камень в 2020 году
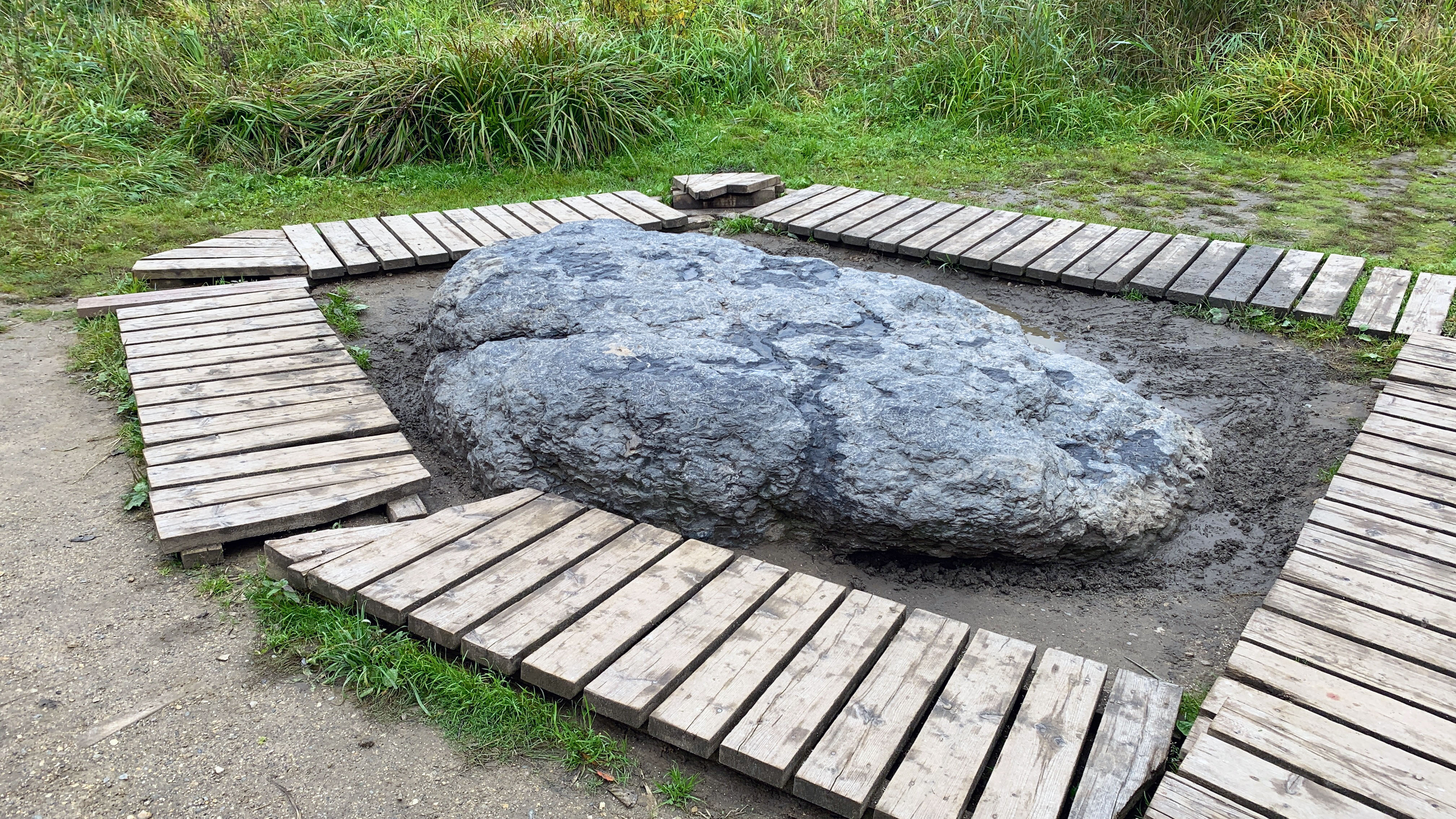
Синий камень в 2021 году